# Frauen-Zeitung

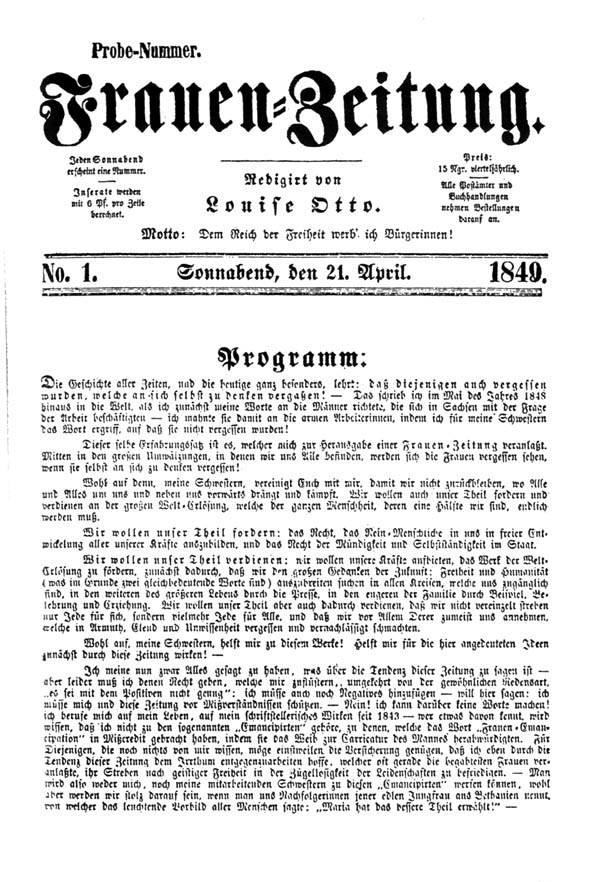
Titelseite der Probenummer von 1849

Frauen-Zeitung – Ein Organ für die höheren weiblichen Interessen war eine 1849 von der Schriftstellerin und Frauenrechtlerin Louise Otto begründete Wochenzeitung für Frauen, die als damaliges Sprachrohr und heute wichtige historische Quellenbasis für die Frühphase der deutschen Frauenbewegung gilt. Die erste Ausgabe erschien am 21. April 1849 in Großenhain/Sachsen, die 104. und letzte 1852 in Gera. Die Auflagenhöhe ist nicht überliefert.

## Geschichte
Mit der Frauen-Zeitung griff Otto eine Idee der Frauenrechtlerin Mathilde Anneke auf, die 1848 nach dem Verbot ihrer Neuen Kölnischen Zeitung versucht hatte, ein täglich erscheinendes aufklärerisches Blatt unter dem Titel Frauenzeitung zu etablieren. Bereits die dritte Ausgabe wurde beschlagnahmt. Im folgenden Jahr emigrierten Anneke und ihr Mann in die USA, wo sie von Milwaukee aus noch rund zwei Jahre lang ihre Deutsche Frauen-Zeitung herausgab.
Nachdem der Buchdrucker Theodor Haffner (1826–1890) aus Großenhain ein von Louise Otto verfasstes Konzept für eine Frauen-Zeitung unter dem Motto Dem Reich der Freiheit werb’ ich Bürgerinnen dem Sächsischen Ministerium des Innern vorgelegt und Druckgenehmigung erhalten hatte, erschien am 21. April 1849 in seinem Verlag in Großenhain die erste Ausgabe. Gleichwohl war der Tenor der Zeitung radikal:

„Wohl auf denn, meine Schwestern, vereinigt Euch mit mir, damit wir nicht zurückbleiben, wo Alle und Alles um uns und neben uns vorwärts drängt und kämpft. Wir wollen auch unser Theil fordern und verdienen an der großen Welt-Erlösung, welche der ganzen Menschheit, deren eine Hälfte wir sind, endlich werden muss.“

Die Frauen-Zeitung wurde von der Buchhandlung Heinrich Matthes in Leipzig in Kommission genommen. In ihrem Leitartikel prangerte Otto die Ausgrenzung der Frauen aus der neuen bürgerlichen Öffentlichkeit als Widerspruch zu den demokratischen Forderungen und liberalen Idealen der Deutschen Revolution von 1848/49 an.
Die Zeitung war in die Rubriken „Kommentare“, „Unterhaltung“ und „Informationen“ aufgeteilt, setzte sich inhaltlich mit aktuellen, überwiegend sozial- und bildungspolitischen Themen auseinander und berichtete über das Leben und die Aktivitäten von Frauen im In- und Ausland. Eine Artikelreihe befasste sich mit der historischen Frauengeschichte und ihren Protagonistinnen, eine andere mit dem Leben und der sozialen Stellung zeitgenössischer erwerbstätiger Frauen, insbesondere Arbeiterinnen.
Die Frauen-Zeitung kostete vierteljährlich 15 Neugroschen.
Am 14. Juli 1849 wurde die 13. Ausgabe des Blatts aufgrund eines Berichts über gefangen genommene Teilnehmer an den revolutionären Kämpfen in Sachsen und Baden wegen Verstoßes gegen das Kriminalgesetzbuch beschlagnahmt. Am 17. Juli 1850 erfolgte eine Hausdurchsuchung der Wohnung von Louise Otto in Meißen, bei der Briefe von Gleichgesinnten gefunden wurden.
Ende 1850 trat in Sachsen ein neues Pressegesetz in Kraft, dessen § 12 lediglich im Königreich Sachsen wohnenden männlichen Personen erlaubte, die verantwortliche Redaktion einer Zeitschrift zu übernehmen. Frauen durften nicht einmal als Mitredakteure genannt werden. Durch diese als Lex Otto in die Geschichte eingegangene Verordnung erhielt Louise Otto, die einzige Redakteurin im Land, Berufsverbot; die Frauen-Zeitung musste offiziell ihr Erscheinen einstellen.
Ab 5. Februar 1851 erschien die Zeitung im reußischen Gera weiter, redigiert „unter Verantwortlichkeit der Hofmeisterschen Zeitungs-Expedition in Gera“ und mit dem Zusatz versehen: Organ für die höheren weiblichen Interessen. Begründet und fortgesetzt von Louise Otto. Die Auslieferung erfolgte durch die Buchhandlung G.F. Illgens Erben. Der Preis betrug nun 15 Silbergroschen vierteljährlich. Nachdem 1853 auch in Reuß ein Pressegesetz erlassen worden war, das Frauen die Herausgabe einer Zeitung verbot, wurde die Frauen-Zeitung endgültig eingestellt.
Louise Otto schrieb später:

„1849 gründete ich dann eine Frauenzeitung in Leipzig, die drei Jahre lang jedem Frauenfortschritt huldigte. Es waren in dieser Zeit auch viele Frauenvereine gegründet worden, aber als die Verhältnisse sich änderten und alle Fortschrittsbestrebungen unterdrückt wurden, bestanden nur noch solche Frauenzeitungen fort, welche der Mode, und solche Vereine, welche dem Wohlthun dienten.“